# الیزابت استوارت
الیزابت استوارت (به انگلیسی: Elizabeth Stuart) (زاده ۱۹ اوت ۱۵۹۶ - درگذشته ۱۳ فوریه ۱۶۶۲) دختر جیمز یکم پادشاه انگلستان و همسرش آن شاهدخت دانمارکی بود. الیزابت در ۷ نوامبر ۱۶۱۹ با فریدریک پنجم الکتور پالانتینیتی ازدواج کرد. وی مادربزرگ جرج یکم پادشاه بریتانیای کبیر بود.